# Gouvernement Samarás
IIIe République hellénique
Pikramménos Tsípras I
Le gouvernement Samarás (en grec moderne : Κυβέρνηση Αντώνη Σαμαρά) est le gouvernement de la République hellénique entre le 21 juin 2012 et le 27 janvier 2015, sous la XVe législature du Parlement.
Il est dirigé par le conservateur Antónis Samarás, vainqueur à la majorité relative des élections législatives. Il succède au gouvernement transitoire de l'indépendant Panagiótis Pikramménos, président du Conseil d'État, et cède le pouvoir au premier gouvernement de l'écosocialiste Aléxis Tsípras à la suite de la victoire de SYRIZA aux élections anticipées de janvier 2015.

## Historique
Dirigé par le nouveau Premier ministre conservateur Antónis Samarás, ancien ministre des Affaires étrangères puis ministre de la Culture, ce gouvernement est initialement constitué par la Nouvelle Démocratie (ND). Seule, elle dispose de 129 députés sur 300, soit 43 % des sièges du Parlement. Il bénéficie du soutien sans participation du Mouvement socialiste panhellénique (PASOK) et de la Gauche démocrate (DIMAR), qui disposent ensemble de 50 députés, soit 16,7 % des sièges du Parlement.
Il est formé à la suite des élections législatives anticipées du 17 juin 2012.
Il succède donc au gouvernement transitoire du président du Conseil d'État Panagiótis Pikramménos, installé après qu'aucune majorité ne s'est dégagé aux élections du 6 mai 2012.

### Formation
Au cours du scrutin, la ND arrive une nouvelle fois en tête avec 29,7 % des voix, mais cela ne lui permet pas d'obtenir seule la majorité absolue. Elle devance ainsi la Coalition de la gauche radicale (SYRIZA), qui réunit 26,9 % des suffrages et 71 élus. Comptant parmi les deux principaux partis du pays entre 1977 et mai 2012, le PASOK remporte 12,3 % des voix et 33 sièges, ce qui donne une majorité courte à l'alliance ayant soutenu le gouvernement d'union nationale de Loukás Papadímos.
Ayant rallié le PASOK et la DIMAR à son gouvernement minoritaire, Samarás et son équipe de 16 ministres sont assermentés au palais présidentiel d'Athènes par le président de la République Károlos Papoúlias le 21 juin, quatre jours après le scrutin.

### Évolution
Le 11 juin 2013, l'exécutif prend unilatéralement la décision de fermer sans préavis la Radio-télévision hellénique (ERT), déclenchant une grève générale en Grèce et des mouvements de protestation en Europe,. Opposée à cette décision, la DIMAR décide de quitter la majorité en retirant son appui à Samarás le 21 juin. Quatre jours plus tard, le Premier ministre opère un remaniement ministériel marqué par l'entrée du PASOK au conseil des ministres, avec notamment son président Evángelos Venizélos comme vice-Premier ministre et ministre des Affaires étrangères.

### Succession
Antónis Samarás annonce le 8 décembre 2014 l'anticipation de l'élection présidentielle, qui se tient au suffrage indirect. Prévue pour le mois de février 2015, elle est finalement avancée au 17 décembre 2014. Le lendemain, il indique que l'ancien ministre et commissaire européen Stávros Dímas sera le candidat des deux partis au pouvoir. Échouant à atteindre la majorité des deux tiers du Parlement lors des deux premiers tours de scrutin, Dímas recueille 168 voix lors du troisième tour, soit 12 de moins que la majorité des trois cinquièmes désormais exigée. En conséquence, le scrutin est ajourné et le Parlement dissous.
Lors des élections législatives anticipées du 25 janvier 2015, SYRIZA devance la ND, devient le premier parti du pays et manque de peu la majorité absolue des sièges. Le président du parti Aléxis Tsípras s'associe alors avec les Grecs indépendants (ANEL) et constitue son premier gouvernement.

## Composition

### Initiale (21 juin 2012)
| Portefeuille                                                                                       | Titulaire | Titulaire                                   | Parti |
| -------------------------------------------------------------------------------------------------- | --------- | ------------------------------------------- | ----- |
| Premier ministre                                                                                   |           | Antónis Samarás                             | ND    |
| Ministre des Finances                                                                              |           | Ioánnis Stournáras (à partir du 05/07/2012) | Ind.  |
| Ministre des Affaires étrangères                                                                   |           | Dimítris Avramópoulos                       | ND    |
| Ministre de la Défense nationale                                                                   |           | Pános Panagiotópoulos                       | ND    |
| Ministre de l'Intérieur                                                                            |           | Evripídis Stylianídis                       | ND    |
| Ministre des Réformes administratives et de l'Administration électronique                          |           | Antónis Manitákis                           | Ind.  |
| Ministre du Développement, de la Compétitivité, des Infrastructures, des Transports et des Réseaux |           | Kostís Hadjidákis                           | ND    |
| Ministre de l'Éducation, des Religions, de la Culture et des Sports                                |           | Kóstas Arvanitópoulos (el)                  | ND    |
| Ministre de l'Environnement, de l'Énergie et du Changement climatique                              |           | Evángelos Livierátos                        | Ind.  |
| Ministre du Travail, de la Sécurité sociale et du Bien-être                                        |           | Ioánnis Vroútsis                            | ND    |
| Ministre de la Santé                                                                               |           | Andréas Lykouréntzos (el)                   | ND    |
| Ministre du Développement rural et de l'Alimentation                                               |           | Athanásios Tsaftáris (el)                   | Ind.  |
| Ministre de la Justice, de la Transparence et des Droits de l'homme                                |           | Antónis Roupakiótis (en)                    | Ind.  |
| Ministre de l'Ordre public et de la Protection du citoyen                                          |           | Níkos Déndias                               | ND    |
| Ministre du Tourisme                                                                               |           | Ólga Kefaloyánni                            | ND    |
| Ministre de la Marine                                                                              |           | Kóstas Mousouroúlis (el)                    | ND    |
| Ministre de la Macédoine-Thrace                                                                    |           | Theódoros Karáoglou                         | ND    |
| Ministre d'État                                                                                    |           | Dimítrios Stamátis                          | ND    |

### Remaniement du 25 juin 2013
- Les nouveaux ministres sont indiqués en gras, ceux ayant changé d'attributions en italique.

| Portefeuille                                                              | Titulaire | Titulaire                  | Parti |
| ------------------------------------------------------------------------- | --------- | -------------------------- | ----- |
| Premier ministre                                                          |           | Antónis Samarás            | ND    |
| Vice-Premier ministre Ministre des Affaires étrangères                    |           | Evángelos Venizélos        | PASOK |
| Ministre des Finances                                                     |           | Ioánnis Stournáras         | Ind.  |
| Ministre de la Défense nationale                                          |           | Dimítris Avramópoulos      | ND    |
| Ministre de l'Intérieur                                                   |           | Giánnis Michelákis         | ND    |
| Ministre des Réformes administratives et de l'Administration électronique |           | Kyriákos Mitsotákis        | ND    |
| Ministre du Développement et de la Compétitivité                          |           | Kostís Hadjidákis          | ND    |
| Ministre des Infrastructures, des Transports et des Réseaux               |           | Michális Chryssohoïdis     | PASOK |
| Ministre de l'Éducation et des Religions                                  |           | Kóstas Arvanitópoulos (el) | ND    |
| Ministre de la Culture et des Sports                                      |           | Pános Panagiotópoulos      | ND    |
| Ministre de l'Environnement, de l'Énergie et du Changement climatique     |           | Giánnis Maniátis           | PASOK |
| Ministre du Travail, de la Sécurité sociale et du Bien-être               |           | Ioánnis Vroútsis           | ND    |
| Ministre de la Santé                                                      |           | Spyrídon-Ádonis Georgiádis | ND    |
| Ministre du Développement rural et de l'Alimentation                      |           | Athanásios Tsaftáris (el)  | Ind.  |
| Ministre de la Justice, de la Transparence et des Droits de l'homme       |           | Charálambos Athanasíou     | ND    |
| Ministre de l'Ordre public et de la Protection du citoyen                 |           | Níkos Déndias              | ND    |
| Ministre du Tourisme                                                      |           | Ólga Kefaloyánni           | ND    |
| Ministre de la Marine et de la Mer Égée                                   |           | Miltiádis Varvitsiótis     | ND    |
| Ministre de la Macédoine-Thrace                                           |           | Theódoros Karáoglou        | ND    |
| Ministre d'État                                                           |           | Dimítrios Stamátis         | ND    |

### Remaniement du 9 juin 2014
- Les nouveaux ministres sont indiqués en gras, ceux ayant changé d'attributions en italique.

| Portefeuille                                                              | Titulaire | Titulaire               | Parti |
| ------------------------------------------------------------------------- | --------- | ----------------------- | ----- |
| Premier ministre                                                          |           | Antónis Samarás         | ND    |
| Vice-Premier ministre Ministre des Affaires étrangères                    |           | Evángelos Venizélos     | PASOK |
| Ministre des Finances                                                     |           | Gíkas Khardoúvelis      | Ind.  |
| Ministre de la Défense nationale                                          |           | Dimítris Avramópoulos   | ND    |
| Ministre de l'Intérieur                                                   |           | Argýris Dinópoulos (el) | ND    |
| Ministre du Développement et de la Compétitivité                          |           | Níkos Déndias           | ND    |
| Ministre des Infrastructures, des Transports et des Réseaux               |           | Michális Chryssohoïdis  | PASOK |
| Ministre de l'Éducation et des Religions                                  |           | Andréas Lovérdos        | SNE   |
| Ministre de la Culture et des Sports                                      |           | Konstantínos Tasoúlas   | ND    |
| Ministre des Réformes administratives et de l'Administration électronique |           | Kyriákos Mitsotákis     | ND    |
| Ministre de la Santé                                                      |           | Mavroudís Vorídis       | ND    |
| Ministre du Travail, de la Sécurité sociale et du Bien-être               |           | Ioánnis Vroútsis        | ND    |
| Ministre du Développement rural et de l'Alimentation                      |           | Geórgios Karasmánis     | ND    |
| Ministre de l'Environnement, de l'Énergie et du Changement climatique     |           | Yannis Maniatis (el)    | PASOK |
| Ministre de la Justice, de la Transparence et des Droits de l'homme       |           | Charálambos Athanasíou  | ND    |
| Ministre de l'Ordre public et de la Protection du citoyen                 |           | Vassílios Kikílias      | ND    |
| Ministre du Tourisme                                                      |           | Ólga Kefaloyánni        | ND    |
| Ministre de la Marine et de la Mer Égée                                   |           | Miltiádis Varvitsiótis  | ND    |
| Ministre de la Macédoine-Thrace                                           |           | Geórgios Orfanós        | ND    |
| Ministre d'État                                                           |           | Dimítrios Stamátis      | ND    |